# Apamea apamiformis
Apamea apamiformis är en fjärilsart som beskrevs av Achille Guenée 1852. Apamea apamiformis ingår i släktet Apamea och familjen nattflyn. Inga underarter finns listade i Catalogue of Life.